# فرودگاه کیتاکیوشو
فرودگاه کیتاکیوشو (به انگلیسی: Kitakyushu Airport) یک فرودگاه همگانی با کد یاتا KKJ است که یک باند فرود آسفالت و بتن دارد و طول باند آن ۲۵۰۰ متر است. این فرودگاه در شهر کیتاکیوشو، فوکوئوکا کشور ژاپن قرار دارد.

## شرکت‌های هواپیمایی و مقصدهای پروازی

### مسافری

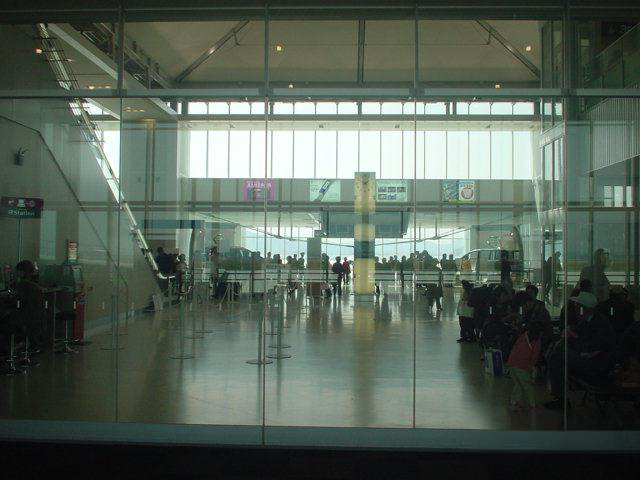
Terminal lobby seen from the departure lounge

| شرکت‌های هواپیمایی                      | مقصدهای پروازی        |
| -------------------------------------- | --------------------- |
| All Nippon Airways اجرا توسط ANA Wings | ناها                  |
| Fuji Dream Airlines                    | صحرایی ناگویا         |
| خطوط هوایی ژاپن                        | هانه‌دا                |
| Jin Air                                | گیمهی, اینچئون        |
| Korea Express Air                      | Unscheduled: یانگ‌یانگ |
| StarFlyer                              | هانه‌دا                |
| تیانجین ایرلاینز                       | دالیان ژووشویزی       |

### باری
| شرکت‌های هواپیمایی    | مقصدهای پروازی |
| -------------------- | -------------- |
| نیپون کارگو ایرلاینز | ناریتا         |